# Óblast de Chernivtsí
La óblast de Chernivtsí (en ucraniano: Чернівецька область, tr.: Chernivets'ka Óblast) es una óblast de Ucrania sudoccidental. Su capital es Chernivtsí. La mayor parte de la provincia corresponde a la región de Bucovina, mientras que el extremo sudoccidental (raiones de Putyla y Vízhnitsia) forma parte de la región de Hutsúlshchina. Actualmente posee una importante minoría rumana, así como moldavos y gitanos.

## Geografía
La óblast, que en su frontera meridional limita con Moldavia y Rumanía, limita con las óblasts de Ivano-Frankivsk, Ternópil, Jmelnitski y  Óblast de Vínnytsia. Tiene una gran variedad de paisajes: los Cárpatos que terminan formando colinas según se acercan a los ríos Dniéster y Prut hasta terminar en las llanuras.
| Noroeste: Óblast de Ivano-Frankivsk | Norte: Óblast de Ternópil | Noreste: Óblast de Jmelnitski |
| Oeste: Óblast de Ivano-Frankivsk    |                           | Este: Óblast de Vínnytsia     |
| Suroeste: Rumanía                   | Sur: Rumanía              | Sureste: Moldavia             |

## Demografía
La población de la región, de acuerdo con estimaciones del Servicio de Estadística del Estado, era en 2020 de 901 632 personas, de los cuales vivían en áreas urbanas.
Según el Comité Estatal de Estadísticas la evolución de la población entre 1959 y 2013 fue la siguiente:
| 704 821                                  | 878 590 | 889 930 | 938 029 | 922 817 | 904 371 | 907 163 |
| (Fuente: Comité Estatal de Estadísticas) |         |         |         |         |         |         |

En el censo de 2001, el 75,52 % de los habitantes tenía el ucraniano como lengua materna, el 18,64 % el rumano o moldavo y el 5,27 % el ruso.

## Historia

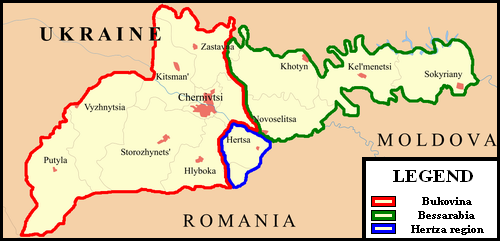
Las tres regiones históricas de Chernivtsí: en rojo, el norte de Bucovina; en azul, el distrito de Gertsa; en verde, el norte de Besarabia)

Durante la Edad Media todo el territorio perteneció al Principado de Moldavia, siendo conocido como tierra de Șipeniț. 1775 Bucovina fue anexada por el Imperio de los Habsburgo. Besarabia fue anexada por el Imperio ruso en 1812. El área Gertsa permaneció en Moldavia. Después de la Primera Guerra Mundial, todo el territorio pasó a jurisdicción de Rumanía. En 1940, las tropas soviéticas ocuparon la región, en 1941 fue ocupada nuevamente por Rumania y recuperada por los soviéticos en 1944.
El óblast fue creado, después de la anexión de Besarabia y el norte de Bucovina a la URSS, el 7 de agosto de 1940, con el norte de Bucovina y Besarabia y el antiguo condado rumano de Jotín. Se integró en la República Socialista Soviética de Ucrania. Las fronteras definitivas se establecieron el 4 de noviembre de 1940, cuando la parte sudeste del condado de Hotin se transfirió a la RSS de Moldavia fue cedida. El óblast mantuvo sus límites tanto al finalizar la guerra en 1945, como desde 1991 en Ucrania independiente.

## División administrativa

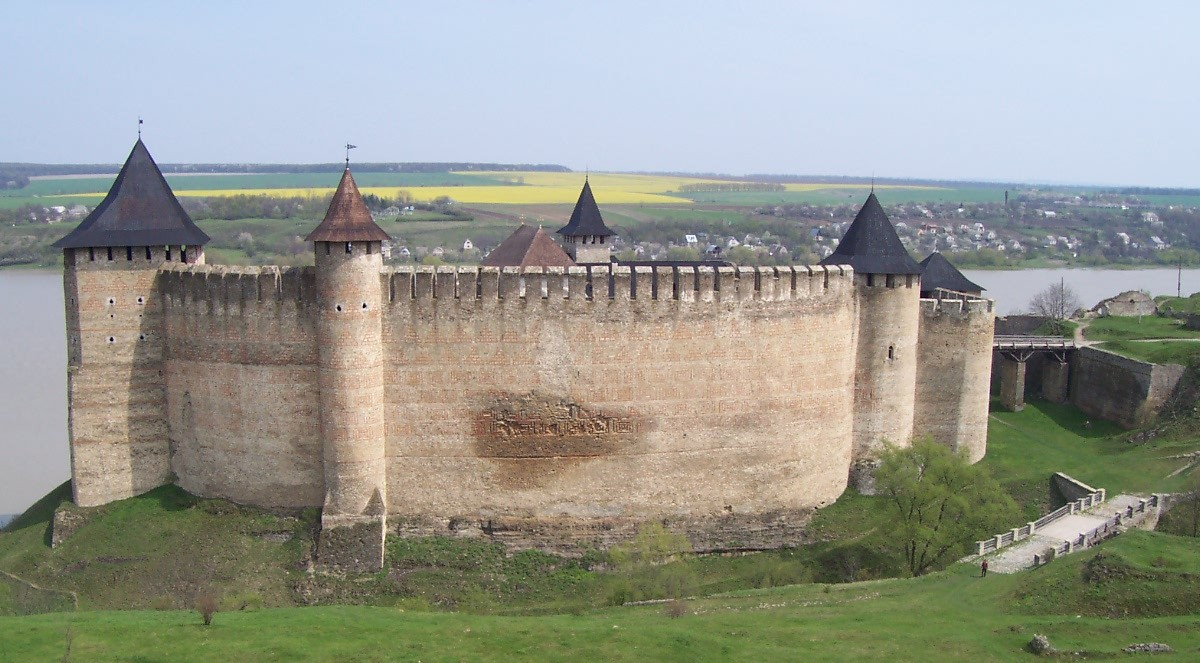
Fortaleza de Jotín, en la ciudad homónima.

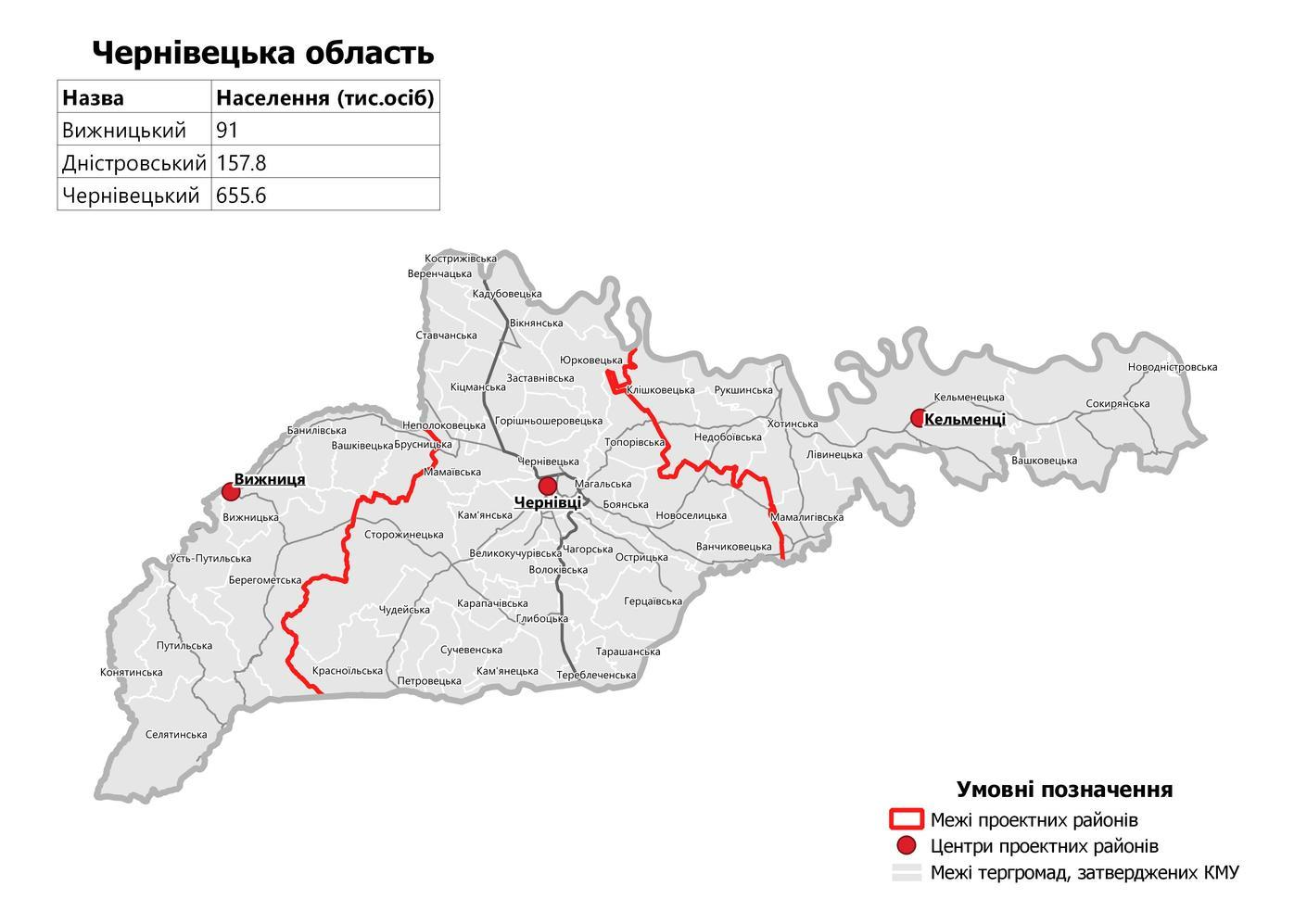
Subdivisiones administrativas

| Nombre              | Ucraniano                                | Capital             |
| ------------------- | ---------------------------------------- | ------------------- |
| Raión de Vízhnitsia | uk:Вижницький район Výzhnytski raión     | Vízhnitsia (Ciudad) |
| Raión de Dniéster   | uk:Дністровський район Dnistrovski raión | Kélmentsi (Ciudad)  |
| Raión de Chernivtsí | uk:Чернівецький район Chernivetski raión | Chernivtsí (Ciudad) |

### Raiones hasta 2020
| Nombre                | Ucraniano                                 | Capital               |
| --------------------- | ----------------------------------------- | --------------------- |
| Raión de Gertsa       | Герцаївський район Herzaivski raion       | Gertsa                |
| Raión de Glyboka      | Глибоцький район Hlybotski raion          | Glyboka               |
| Raión de Jotyn        | Хотинський район Jotynski raion           | Jotyn                 |
| Raión de Kelmentsí    | Кельменецький район Kelmenetski raion     | Kelmentsí             |
| Raión de Kitsman      | Кіцманський район Kitsmanski raion        | Kitsman               |
| Raión de Novoselytsia | Новоселицький район Novoselytski raion    | Novoselytsia          |
| Raión de Putyla       | Путильський район Putylski raion          | Putyla                |
| Raión de Sokyriany    | Сокирянський район Sokyrianski raion      | Sokyriany (Ciudad)    |
| Raión de Storozhynets | Сторожинецький район Storozhynetski raion | Storozhynets (Ciudad) |
| Raión de Vizhnytsia   | Вижницький район Vyzhnytski raion         | Vizhnytsia (Ciudad)   |
| Raión de Zastavna     | Заставнівський район Zastavnivskyj raion  | Zastavna              |

## Ciudades más importantes (alfabéticamente)

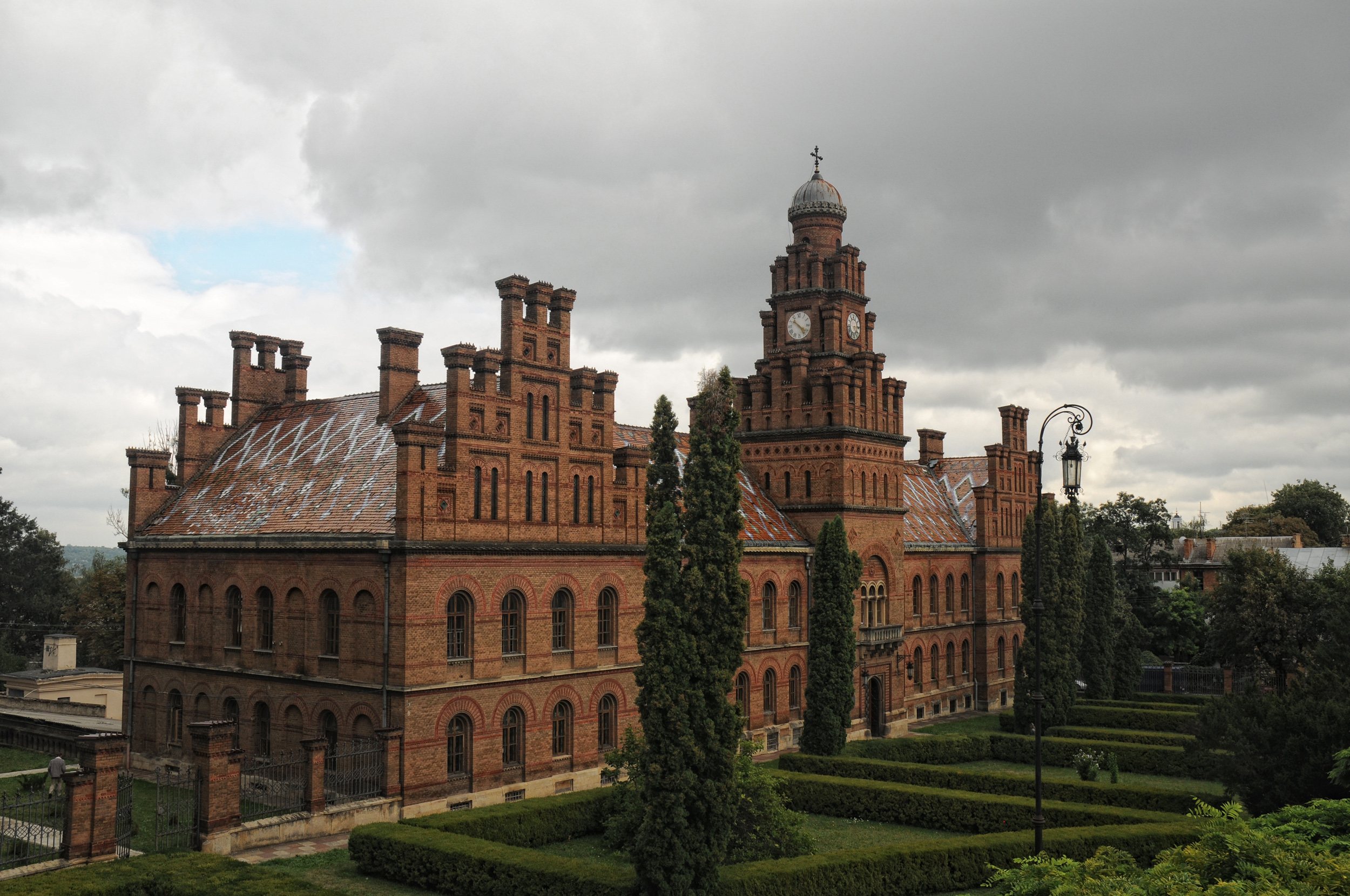
La Residencia de los metropolitanos de Bucovina y Dalmacia, ubicada en Chernivtsí.

- Chernivtsí
- Hertsa
- Jotín
- Kitsman
- Novodnistrovsk
- Novoselytsia
- Sokyriany
- Storozhynets
- Vashkivtsi
- Vízhnitsia
- Zastavna